# Edad difícil
Edad difícil es una película en blanco y negro de Argentina dirigida por Leopoldo Torres Ríos sobre su propio guion que se estrenó el 27 de julio de 1956 y que tuvo como protagonistas a Oscar Rovito, Bárbara Mujica, Julia Dalmas y Miguel Dante. En el Festival Internacional de Cine de Manila recibió los premios a la mejor película, a la dirección, al argumento y a la actuación masculina (Oscar Rovito).

## Sinopsis
Dos jóvenes adolescentes se enamoran perdidamente, pero una tragedia los acercará más de lo inesperado.

## Reparto
- Oscar Rovito … Luis Martínez
- Bárbara Mujica … Alicia Núñez
- Julia Dalmas … Madre de Luis
- Miguel Dante … Vagabundo
- Margarita Corona … Vieja de las siete polleras
- Juan Magliacci
- Ricardo Gallino
- Enrique Colombo … Hermano mayor de Luis
- María Marta Schang
- Héctor Allegro
- Domingo Garibotto
- Carlos Benso
- María Elina Rúas … Alicia, Mayor
- Jorge Salcedo
- Julia Sandoval
- Luis Villarino… Sacerdote
- Emilio J. Colombo… Sacerdote
- Duilio Marzio … Luis, Mayor
- Raquel Botti
- Ana María Mendillo
- Fermín Rodriguez Vilar … Niño aprendido fumando en la calesita

## Comentarios
Néstor en El Laborista opinó:

”Sencilla y noble… Modesta pero decorosamente vestida, con el atuendo luminoso de nuestras barriadas porteñas… hecho de pureza, de verismo y sin afeites.”

Carlos Ulanovsky escribió en Clarín en julio de 1987:

”Más de 30 años después esta realización… tiene la envergadura de un clásico y se la ve como un juego, revela las relaciones entre aquella sociedad y ésta. Una magistral narración acude a superar la ingenuidad y los prejuicios de aquellos tiempos y dice con imágenes el conflicto psicológico de dos que están inundados de fantasía.”

Manrupe y Portela escriben:

”Afectuoso y sensible retrato de lo que fue la preadolescenciade la época, con buena dirección de Torres Ríos, buenas actuaciones, y un final sinceramente emotivo. Un pequeño clásico y consagración de la sufrida pareja protagónica.”